# SN 2001jc
SN 2001jc – supernowa odkryta 9 grudnia 2001 roku w galaktyce A022648+0026. W momencie odkrycia miała maksymalną jasność 23,20m.